# Luis Asúa Brunt
Luis Asúa Brunt es un polític espanyol.
Nascut el 1962 a Madrid, és llicenciat a Dret. El 1999 va ser elegit regidor de l'Ajuntament de Madrid a les eleccions municipals com a candidat dins de la llista del Partit Popular (PP); advocat col·legiat a l'Il·lustre Col·legi d'Advocats de Madrid, va deixar d'exercir aquest mateix any.
Durant el seu període com a regidor dins del Grup Municipal Popular (PP), va exercir la regidoria-presidència dels districtes madrilenys de Chamberí (1999-2007), Tetuán (1999-2003), Centro (2003-2007) i Retiro (2007-2011).
El 2012 va abandonar l'Ajuntament de la capital, i va entrar com a vice-conseller al Govern de la Comunitat de Madrid.
Vinculat a la facció aguirrista del PP madrileny, va ser el rival de Cristina Cifuentes a les primàries del PP de la Comunitat de Madrid celebrades al març de 2017, en què va resultar derrotat.
Va ser inclòs al número 7 de la llista de Vox per a les eleccions municipals de 2019 a Madrid.